# Komenda Rejonu Uzupełnień Radomsko

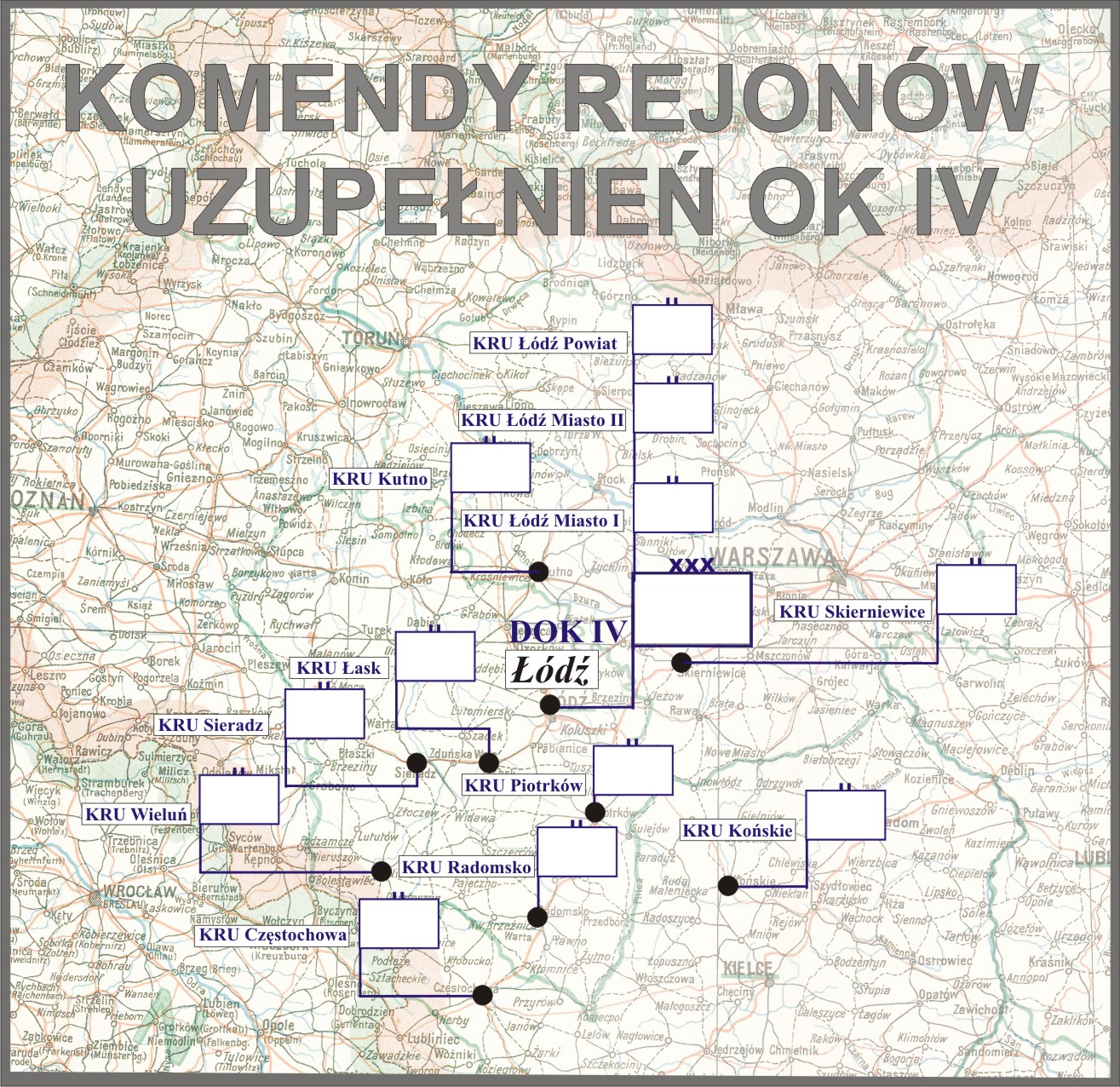
Komendy rejonów uzupełnień OK III

Komenda Rejonu Uzupełnień Radomsko (KRU Radomsko) – organ wojskowy właściwy w sprawach uzupełnień Sił Zbrojnych II Rzeczypospolitej i administracji rezerw w powierzonym mu rejonie.

## Historia komendy
Z dniem 1 października 1927 roku na obszarze Okręgu Korpusu Nr IV została utworzona Powiatowa Komenda Uzupełnień Radomsko z tymczasową siedzibą w Piotrkowie, obejmująca swoją właściwością powiat radomszczański wyłączony z PKU Piotrków. Obsada komendy została wyznaczona w lipcu 1927 roku. Z dniem 24 stycznia 1928 roku PKU Radomsko została przeniesiona do stałej siedziby w Radomsku i tym samym została zlikwidowana tymczasowa siedziba tej PKU w Piotrkowie.
W marcu 1930 roku PKU Radomsko była nadal podporządkowana Dowództwu Okręgu Korpusu Nr IV w Łodzi i administrowała powiatem radomszczańskim (nazywanym ówcześnie powiatem radomskowskim). W grudniu tego roku komenda posiadała skład osobowy typ III.
1 lipca 1938 roku weszła w życie nowa organizacja służby poborowej, zgodnie z którą dotychczasowa PKU Radomsko została przemianowana na Komendę Rejonu Uzupełnień Radomsko przy czym nazwa ta zaczęła obowiązywać 1 września 1938 roku, z chwilą wejścia w życie ustawy z dnia 9 kwietnia 1938 roku o powszechnym obowiązku wojskowym.
Komendant rejonu uzupełnień w sprawach dotyczących uzupełnień Sił Zbrojnych i administracji rezerw podlegał bezpośrednio dowódcy Okręgu Korpusu Nr IV. Rejon uzupełnień nie uległ zmianie i nadal obejmował powiat radomszczański.

## Obsada personalna
Poniżej przedstawiono wykaz oficerów zajmujących stanowisko komendanta Powiatowej Komendy Uzupełnień i komendanta rejonu uzupełnień oraz wykaz osób funkcyjnych pełniących służbę w PKU i KRU Radomsko, z uwzględnieniem najważniejszej zmiany organizacyjnej przeprowadzonej 1938 roku.
| Komendanci                     | Komendanci                  | Komendanci                       |
| ------------------------------ | --------------------------- | -------------------------------- |
| Stopień, imię i nazwisko       | Okres pełnienia obowiązków  | Kolejne stanowisko (dalsze losy) |
| ppłk piech. Karol Pater        | p.o. VII 1927 – 31 XII 1928 | stan spoczynku                   |
| ppłk uzbr. Gwido Woytowicz     | XII 1929 – III 1934         | dyspozycja dowódcy OK IV         |
| mjr piech. Stefan Wyczółkowski | VI 1934 – 1939              | †1940 Charków                    |

| Obsada pozostałych stanowisk funkcyjnych PKU w latach 1927–1938 | Obsada pozostałych stanowisk funkcyjnych PKU w latach 1927–1938 | Obsada pozostałych stanowisk funkcyjnych PKU w latach 1927–1938 | Obsada pozostałych stanowisk funkcyjnych PKU w latach 1927–1938 |
| --------------------------------------------------------------- | --------------------------------------------------------------- | --------------------------------------------------------------- | --------------------------------------------------------------- |
| kierownik I referatu administracji rezerw i zastępca komendanta | kpt. kanc. Jan Walenty Klimkowicz                               | VII 1927 – 15 IX 1932                                           | praktyka u płatnika 79 pp                                       |
| kierownik I referatu administracji rezerw i zastępca komendanta | kpt. piech. Stanisław Stanaszek                                 | XII 1932 – VII 1935                                             | dyspozycja dowódcy OK IV                                        |
| kierownik II referatu poborowego                                | por. kanc. Władysław Struk                                      | VII 1927 – 31 VIII 1928                                         | stan spoczynku                                                  |
| kierownik II referatu poborowego                                | kpt. art. Heliodor Marian Rawski                                | – VIII 1929                                                     | dyspozycja dowódcy OK IV                                        |
| kierownik II referatu poborowego                                | kpt. piech. Bronisław Daniel Gierałtowski                       | 1932 – był w VI 1935                                            | stan spoczynku                                                  |
| referent                                                        | por. / kpt. kanc. Antoni Kozłowicz                              | IX 1927 – 1928                                                  | 4 Okręgowe Szefostwo Intendentury                               |
| Obsada pozostałych stanowisk funkcyjnych KRU w latach 1938–1939 |                                                                 |                                                                 |                                                                 |
| kierownik I referatu ewidencji                                  | kpt. adm. (piech.) Józef Krasowski                              | 1938 – IX 1939                                                  | niemiecka niewola                                               |
| kierownik II referatu uzupełnień                                | kpt. adm. (piech.) Wincenty Marszałek                           | 1938 – IX 1939                                                  | †1940 Katyń                                                     |